# Ellida transversata
Ellida transversata är en fjärilsart som beskrevs av Walker 1865. Ellida transversata ingår i släktet Ellida och familjen tandspinnare. Inga underarter finns listade i Catalogue of Life.